# Fifty Fifty
Fifty Fifty (koreansk: 피프티 피프티; stiliseret med store bogstaver) er en sydkoreansk pigegruppe dannet af Attrakt i 2022. Gruppen består af fem medlemmer: Keena, Chanelle, Yewon, Hana og Athena. Oprindeligt forlod et firemands ensemble, Saena, Aran og Sio i 2023 efter opsigelsen af deres kontrakter.
Fifty Fifty debuterede den 18. november 2022 med deres extended play (EP) The Fifty. De oplevede et kommercielt gennembrud med deres virale hitsingle "Cupid". Singlen, der blev udgivet i februar 2023, gjorde Fifty Fifty til den hurtigste K-pop-gruppe, der kom ind i USA Billboard Hot 100 og UK Single Chart inden for fire måneder af debut. Desuden , det gjorde dem til den første K-pop-pigegruppe, der kom ind i top ti på de britiske hitlister.
Senere samme år, midt i en række juridiske tvister og påstande omkring gruppens kontrakter og behandling af Attrakt, fik gruppemedlemmerne Saena, Aran og Sio deres kontrakter opsagt, hvilket efterlod Keena som det eneste tilbageværende medlem på etiketten. Det blev efterfølgende besluttet, at Fifty Fifty skulle re-debutere i september 2024, med Keena og fire nye medlemmer tilføjet til gruppen.

## Navn
Gruppens navn, Fifty Fifty, indikerer sameksistensen, i lige dele, af et håbfyldt ideal og en barsk virkelighed, samt deres håb om at blive hele 100 med deres fans.